# Walter Proch
Pour les articles homonymes, voir Proch.
Walter Proch, né le 17 février 1984 à Rovereto, est un coureur cycliste italien, professionnel de 2007 à 2012.

## Biographie
Il ne compte qu'une seule victoire au cours de sa carrière. Depuis 2009, il est membre de l'équipe continentale Betonexpressz 2000-Limonta, devenue Ora Hotels Carrera.

## Palmarès

### Palmarès amateur
- 2004
  - Circuito Isolano
  - Mémorial Assuero Barlottini
- 2005
  - Trofeo PLL
  - Coppa Città di Bozzolo
  - 3e de la Piccola Coppa Agostoni
  - 3e du Giro del Canavese
  - 3e du Circuito Guazzorese
- 2006
  - Gran Premio San Bernardino
  - 2e du Trofeo FPT Tapparo

### Palmarès professionnel
- 2008
  - 3e étape du Tour ivoirien de la Paix

## Classements mondiaux
| Année           | 2005 | 2006 | 2007 | 2008 | 2009 |
| --------------- | ---- | ---- | ---- | ---- | ---- |
| UCI Africa Tour |      |      |      | 41e  |      |
| UCI Europe Tour | 692e | 460e |      | 877e | 709e |